# Герб Ельзасу
Герб Ельза́су — герб регіону на північному сході Франції, що межує з Німеччиною і Швейцарією.

## Опис
Герб Ельзасу являє собою у червоному полі білий мережевий конюшиноподібний перев'яз вліво, супроводжуваний з обох боків трьома золотими коронами.
Перший герб об'єднаного Ельзасу авторства геральдиста і куратора національних архівів Франції Роберта Льюїса та Жака Мергея затверджений 5 травня 1948. Герб Ельзасу містив об'єднані символи Верхнього Ельзасу і Нижнього Ельзасу. Наразі старий варіант герба Ельзасу використовується як щиток жандармів регіону. 
Сучасний герб створений шляхом накладення символів двох гербів. Так, білий перев'яз прикрашений з обох сторін білим мереживом - символом графів Верді - сомволізує північну частину регіону, а шість золотих корон символізують колишні володіння Габсбургів у південному Ельзасі. Червоний фон є загальним для старих гербів Верхнього Ельзасу і Нижнього Ельзасу.

Герб Нижнього Ельзасу
Герб Верхнього Ельзасу
Об'єднаний герб Ельзасу (1948-1990)

Герб Нижнього Ельзасу вперше відомий  в 1262 році з печатки графів Верді.
Землі Верхнього Ельзасу належать дому Габсбургів від 1130 року. Вибір символів, таких як корони, який датується 1418 роком, відображає сподівання Габсбургів на королівську корону і популярністю культу трьох волхвів на Рейнських землях. 1507 року в оточенні Максиміліана Австрійського, чоловіка Марії Бургундської, згадано, що шість корон символізують шість частин стародавнього королівства Бургундії.
Геральдичні кольори прапора символізують:
- червоний - хоробрість, мужність, любов, а також кров, пролиту в боротьбі;
- золото - знатність, могутність і багатство, а також чесноти: силу, вірність, чистоту, справедливість, милосердя і упокорювання;
- срібло - благородство, відвертість, а також чистоту, невинність і правдивість.

## Історія
Поєднання червоного і білого кольорів походить із середньовіччя. У ІХ ст. військо першого герцога Лотарингії, Жерара Ельзаського (1024—1070) мало червоно-білі прапори. Червоно-білий герб єпископа Страсбурґа закріплює використання у регіоні червоно-білих барв. Коли Страсбурґ звільняється від церковної опіки та отримує статус Вільного міста, білий прапор із діагональним чевоним перев'язом активно використовується місцевим бюргерством.

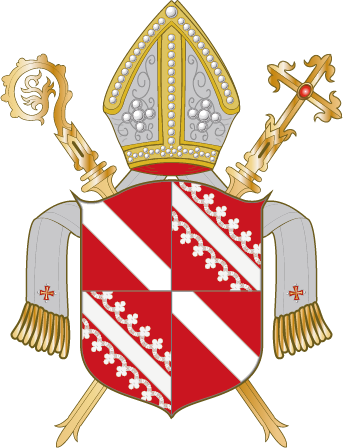
Герб Страсбурзького єпископства
Герб Страсбурґа
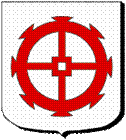
Герб Мюлуза
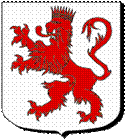
Герб Селести
Герб Енсісайма

Герби Верхнього та Нижнього Ельзасу використовується володарями згаданих земель як ознака власності. Від XVII ст. Ельзас належить французьким королям і його герби вокористовуються разом з гербами інших провінцій як символ приналежності до королівства.
Включення Ельзасу та частини Лотарингії до Німецької імперії поставило питання герба імперської провінції. Протягом 1891-1918 рр. таку функцію виконували Великий і малий герб Ельзас-Лотарингії.  Опис малого герба: щит розсічено і напівпересічено, у першому чвертьполі розміщено герб Верхнього Ельзасу - на червоному тлі золотий перев'язо вліво, супроводжуваний з обох боків трьома золотими коронами, у другому чвертьполі розміщено герб Нижнього Ельзасу - білий перев'яз прикрашений з обох сторін білим мереживом у червоному полі, у третьому півполі герб Лотарингії - у золотому полі червоний перев'яз управо, що обтяжений трьома срібними алеріонами. Щит увінчано великокняжою короною. Великий герб утворювася накладанням малого герба на груди імперському орлу.
Автономісти Ельзас-Лотарингії використовували альтернативний імперському герб провінції: щит увінчаний княжою короною і підтримується двома золотими левами. Заміна орла на левів символізувала прагнення жителів провінції ширшої автономії, а то й незалежності.
На французькій листівці 1918 року функції герба Ельзасу покладені на міський герб Мюлузи: червона шестерня у срібному полі. Очевидно, такий акт був породжений тим, що історичні герби "скомпрометували" себе активним використанням владою Німецької імперії.

Символи Ельзасу на великому гербі «імперської провінції» (1891-1918)
Символи Ельзасу на малому гербі «імперської провінції» (1891-1918)
Символи Ельзасу на поштовій марці (1889)
Символи Ельзасу на "альтернативному" гербі «імперської провінції» (1905)
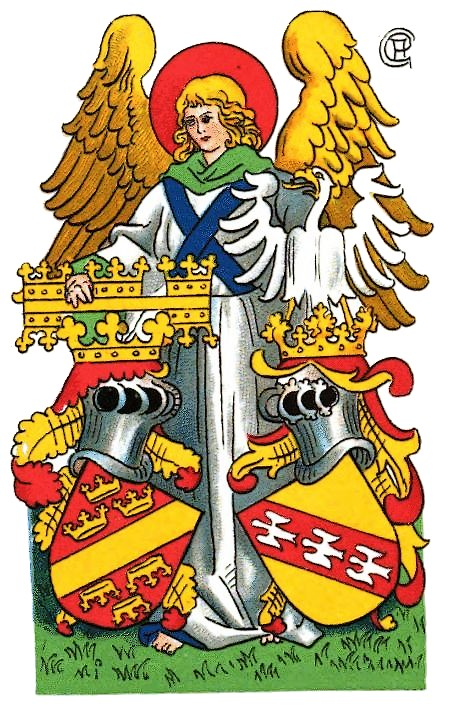
Символи Верхнього Ельзусу та Лотарингії з «Німецького гербового календаря» (1938)

## Логотип Ельзасу
Логотип створено на основі кольорів та символів Євросоюзу. Зірка символізує територію сучасної Франції, її жовтий промінь - географічним положення Ельзасу. Пропорції зірки та зсув променя символізують динамічні процеси Ельзасу, та роль посла між Європою і Францією.